# Списък на политическите партии във Франция
Франция има многопартийна система с две водещи партии - Социалистическата партия и Съюза за народно движение.

## Парламентарно представени партии
| Партия/коалиция                                                                                    | Места в Националното събрание (2012) | Идеология                                         |
| -------------------------------------------------------------------------------------------------- | ------------------------------------ | ------------------------------------------------- |
| Социалистическа партия                                                                             | 280                                  | Социалдемокрация                                  |
| Съюз за народно движение                                                                           | 194                                  | Либерален консерватизъм                           |
| Европа Екология Зелените                                                                           | 17                                   | Зелена политика                                   |
| Нов център                                                                                         | 12                                   | Социален либерализъм                              |
| Радикална партия на левицата                                                                       | 12                                   | Социален либерализъм                              |
| Ляв фронт Френска комунистическа партия Федерация за социална и екологична алтернатива Лява партия | 10                                   | Комунизъм Зелена политика Демократичен социализъм |
| Радикална партия                                                                                   | 6                                    | Либерализъм                                       |
| Национален фронт                                                                                   | 2                                    | Национализъм                                      |
| Центристки алианс                                                                                  | 2                                    | Либерализъм                                       |
| Демократично движение                                                                              | 2                                    | Социален либерализъм                              |
| други леви кандидати                                                                               | 22                                   |                                                   |
| други десни кандидати                                                                              | 15                                   |                                                   |
| регионалистки и сепаратистки кандидати                                                             | 2                                    |                                                   |
| други крайнодесни кандидати                                                                        | 1                                    |                                                   |

## Други партии
- Гражданско и републиканско движение
- Движение за Франция
- Единна левица
- Лов, риболов, природа, традиция
- Национален център на независимите и селяните
- Нова антикапиталистическа партия
- Работническа борба